# El cazador (serie de televisión)
El cazador (Título original: "O Caçador") es una serie de televisión producida por Rede Globo, emitida entre el 11 de abril y el 11 de julio de 2014, con un total de 14 episodios. Creada por Fernando Bonassi, Marçal Aquino y José Alvarenga Jr., fue escrita por Sergio Goldenberg, Ronaldo Santos, Victor Navas y Lucas Paraíso, con redacción final de Bonassi y Aquino. La dirección es de Heitor Dhalia con núcleo de Alvarenga Jr. En 2015, es editada por Globo Marcas en formato DVD.
Cuenta con Cauã Reymond, Cléo Pires, Nanda Costa, Alejandro Claveaux y Ailton Graça en los papeles principales.

## Sinopsis
Después de tres años en prisión por un crimen que no cometió, el ex-policía André Câmara (Cauã Reymond) sale del penal con la difícil tarea de demostrar su propia inocencia, ya que su familia le dio la espalda y de la época en que formó parte de la División Antisecuestro de la Policía Civil sólo le quedan recuerdos. Fuera de la cárcel, el único que le tiende una mano es el comisario Lopes (Aílton Graça), quién le ofrece un nuevo trabajo en el que puede utilizar sus habilidades como investigador: ser cazarrecompensas. 
Poco a poco, André comienza a moverse por el submundo del crimen y tiene contacto con mafias nacionales e internacionales, mientras reúne pistas que demuestran su inocencia. Pero esta situación se complica con la aparición de su cuñada, Katia (Cléo Pires), de quién está enamorado, dejando furioso al marido de ésta, Alexandre (Alejandro Claveaux). Con ello, Alexandre utiliza su posición de delegado para perseguir y perjudicar a su hermano André, al que culpa de la muerte de su padre Saulo (Jackson Antunes).

## Elenco

### Principales
| Actor/Actriz       | Personaje                | Actor de doblaje |
| ------------------ | ------------------------ | ---------------- |
| Cauã Reymond       | André Câmara             | Víctor Ugarte    |
| Cléo Pires         | Kátia Guilhermino Câmara | Alicia Barragán  |
| Alejandro Claveaux | Alexandre Câmara         | Alejandro Orozco |
| Aílton Graça       | Delegado Lopes           | Alfonso Ramírez  |
| Nanda Costa        | Marinalva                | Lupita Leal      |
| Jackson Antunes    | Saulo Câmara             | Blas García      |